# رقم تسجيل السفينة

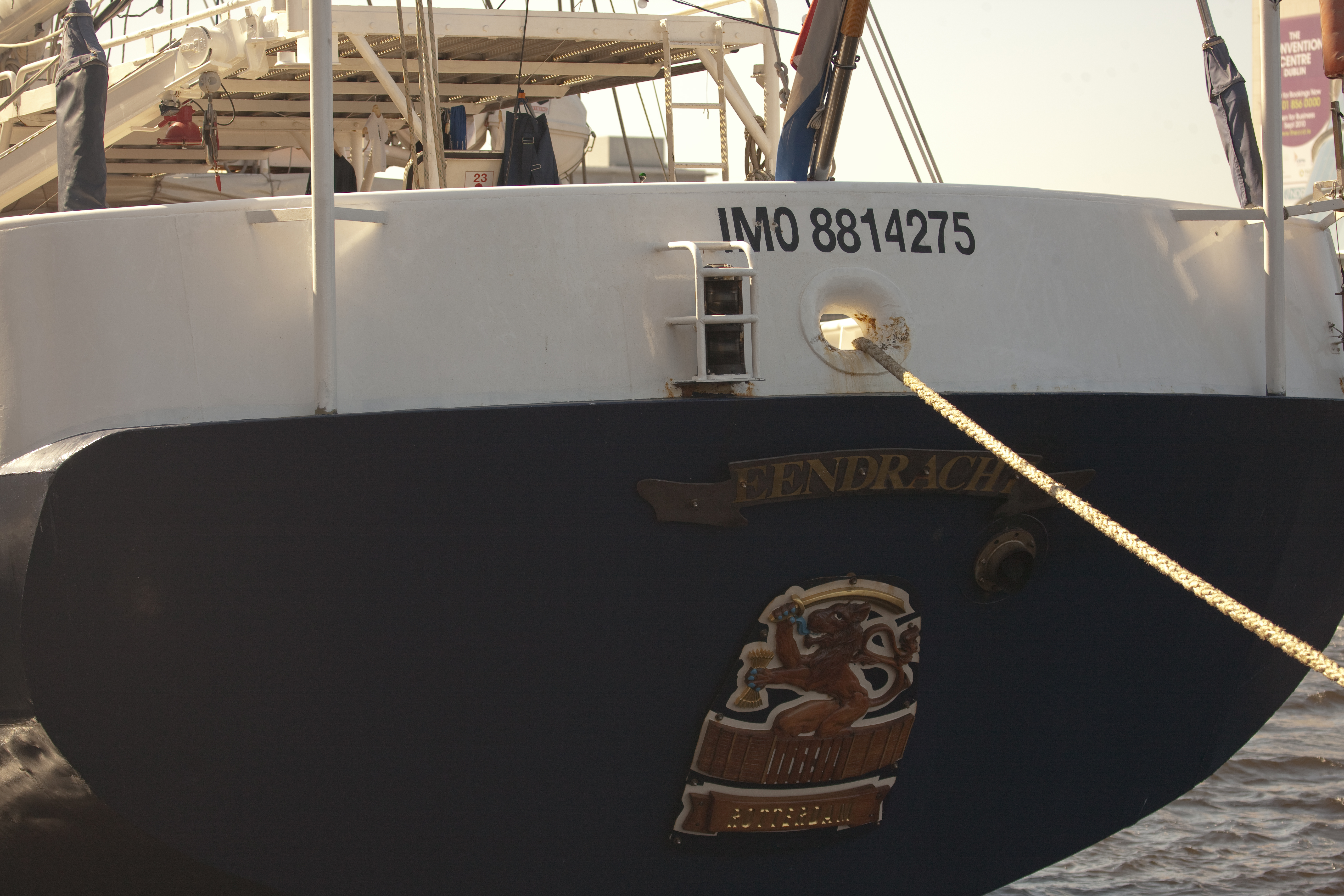
"IMO 8814275" على سفينة ايندراخت

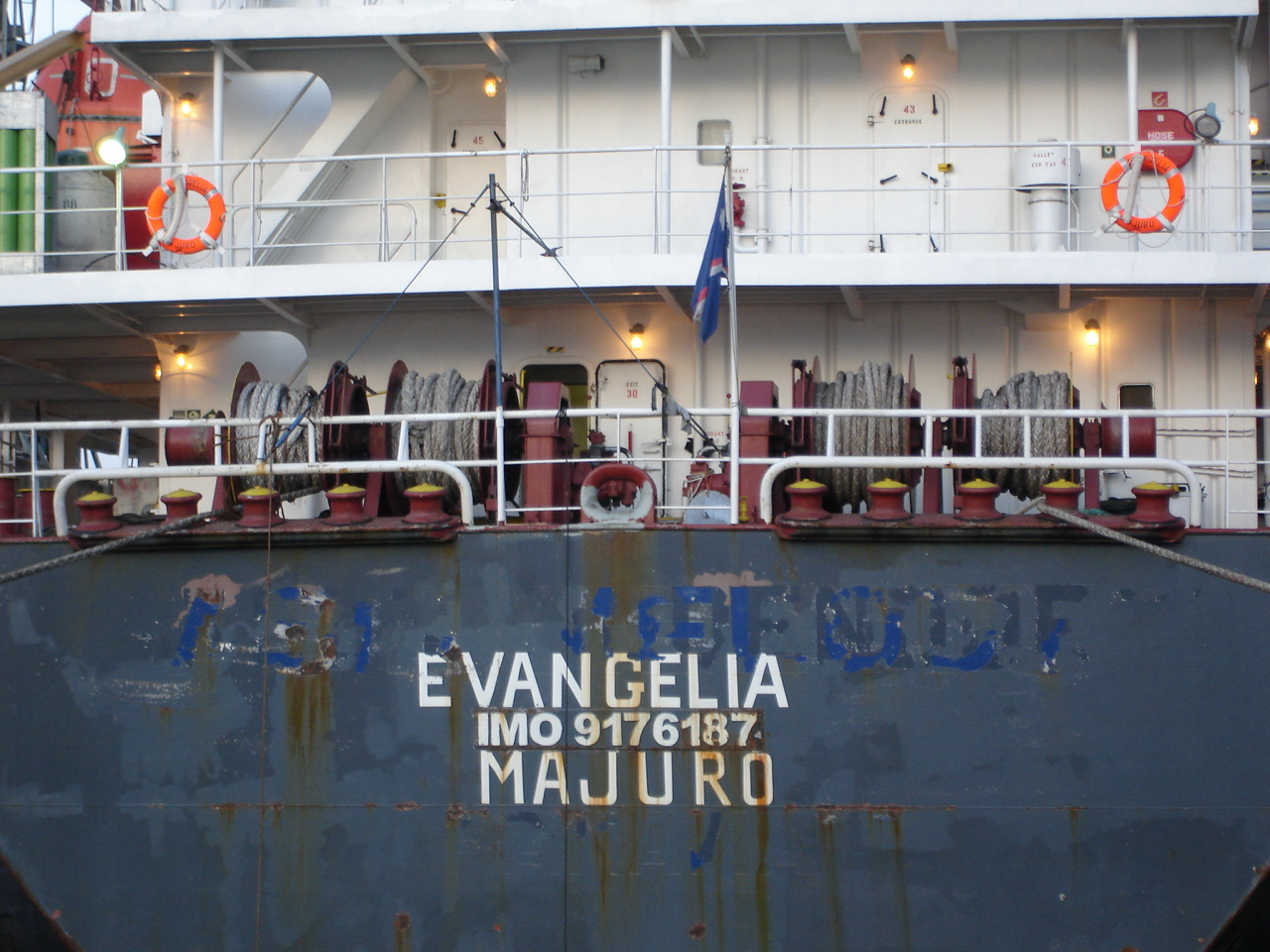
تسجيل الرقم "IMO 9176187" واسم ميناء السفينة في جزر مارشال على خلفية السفينة ايفانغليا. وبالإضافة إلى الاسم الحالي الذي تم تغييره في 11 يونيو 2005 ، تظهر أجزاء من الأسماء السابقة للسفينة: كورنيلي اولدرف و آسيا ميلودي بطلاء أزرق خفيف. في 9 أغسطس 2007 تغير اسم السفينة مرة أخرى إلى ايفانغليا بالعلم الجديد في كوريا الجنوبية.وفي جميع الحالات ، يظل رقم المنظمة البحرية الدولية لهذه السفينة كما هو.

رقم المنظمة البحرية الدولية واختصارا (IMO) هو رقم مرجعي فريد للسفن وأصحاب السفن والشركات يصدر من المنظمة البحرية الدولية. أدرج رقم المنظمة البحرية الدولية لتحسين السلامة والأمن البحريين والحد من الاحتيال البحري. وهي تتألف من الأحرف الثلاثة "IMO" متبوعة بأرقام فريدة من سبعة أرقام مخصصة بموجب الاتفاقية الدولية لسلامة الحياة في البحر (SOLAS).
رقم المنظمة البحرية الدولية منذ 1 يناير 1996 إلزامي لجميع السفن. وهو لا يتغير عندما يتغير مالك السفينة أو بلد التسجيل أو الاسم. ويجب أن تحمل مستندات السفينة رقم IMO. ومنذ 1 يوليو 2004 ، أصبح يتعين على سفن الركاب أيضًا وضع علامات التسجيل على سطح أفقي يمكن رؤيته من الجو.

## وصلات خارجية
- رقم المنظمة البحرية الدولية
- النظام المتكامل العالمي لمعلومات الشحن, موقع للبحث في قاعدة أرقام السفن